# Euspilotus strobeli
Euspilotus strobeli är en skalbaggsart som först beskrevs av Steinheil 1869.  Euspilotus strobeli ingår i släktet Euspilotus och familjen stumpbaggar. Inga underarter finns listade i Catalogue of Life.